# (6307) Maiztegui
(6307) Maiztegui – planetoida z pasa głównego asteroid okrążająca Słońce w ciągu 4 lat i 55 dni w średniej odległości 2,58 j.a. Została odkryta 22 listopada 1989 roku w Obserwatorium Féliksa Aguilara przez zespół El Leoncito Station. Nazwa planetoidy pochodzi od Alberto Maiztegui (ur. 1920), argentyńskiego autora i wykładowcy z dziedziny fizyki, matematyki i astronomii. Przed nadaniem nazwy planetoida nosiła oznaczenie tymczasowe (6307) 1989 WL7.